# Hexamethyldisiloxan
Hexamethyldisiloxan ist eine chemische Verbindung aus der Gruppe der Siloxane.

## Gewinnung und Darstellung
Hexamethyldisiloxan entsteht bei Kontakt von Chlortrimethylsilan mit Wasser, wobei Chlortrimethylsilan zunächst in heftiger Reaktion unter Wärmeentwicklung und Bildung von Chlorwasserstoff zu Trimethylsilanol hydrolysiert, das unbeständig ist und unter Wasserabspaltung zu Hexamethyldisiloxan kondensiert.

## Eigenschaften
Die Dämpfe von Hexamethyldisiloxan können mit Luft ein explosionsfähiges Gemisch (Flammpunkt −8 °C, Zündtemperatur 310 °C) bilden.

## Verwendung
Hexamethyldisiloxan wird (wie auch Hexamethyldisilazan) zur Herstellung von quarzähnlichen Schichten von Siliziumdioxid per Plasmapolymerisation oder Flammenbeschichtung verwendet (z. B. bei PET-Flaschen).  Es wird auch als unpolares Lösungsmittel mit niedriger Oberflächenspannung (z. B. für Arzneimittel) und zur Einführung von Trimethylsilylgruppen verwendet.

## Gefahrenbewertung
Hexamethyldisiloxan wurde 2012 von der EU gemäß der Verordnung (EG) Nr. 1907/2006 (REACH) im Rahmen der Stoffbewertung in den fortlaufenden Aktionsplan der Gemeinschaft (CoRAP) aufgenommen. Hierbei werden die Auswirkungen des Stoffs auf die menschliche Gesundheit bzw. die Umwelt neu bewertet und ggf. Folgemaßnahmen eingeleitet. Ursächlich für die Aufnahme von Hexamethyldisiloxan waren die Besorgnisse bezüglich Verbraucherverwendung und hoher (aggregierter) Tonnage sowie der Gefahren ausgehend von einer möglichen Zuordnung zur Gruppe der CMR-Stoffe. Die Neubewertung läuft seit 2013 und wird von Norwegen durchgeführt. Um zu einer abschließenden Bewertung gelangen zu können, wurden weitere Informationen nachgefordert.